# 384815 Żołnowski
384815 Żołnowski è un asteroide della fascia principale. Scoperto nel 2008, presenta un'orbita caratterizzata da un semiasse maggiore pari a 2,6529299 UA e da un'eccentricità di 0,2995814, inclinata di 5,54423° rispetto all'eclittica.
L'asteroide è dedicato all'astronomo amatoriale polacco Michał Żołnowski .